# Klaus Huber (saut à ski)
Klaus Huber est un sauteur à ski autrichien né en 1968.

## Coupe du Monde
Il se hisse à deux reprises dans les dix premiers, dont septième lors des sauts de Tauplitz en février 1991 en K180. Il se classe alors en 28e position pour l'année 1991.

## Coupe Continentale
- 3e en 1994[1].